# 伊塔马拉茹
伊塔马拉茹（葡萄牙語：Itamaraju）是巴西巴伊亚州的一个市镇。总面积2369.91平方公里，总人口67803人，人口密度28.6人/平方公里。